# Barbro Martinsson
Pour les articles homonymes, voir Martinsson.
Barbro Martinsson (née le 16 août 1935) est une ancienne fondeuse suédoise.

## Jeux olympiques
- Jeux olympiques d'hiver de 1964 à Innsbruck 
  -  Médaille d'argent en relais 3 × 5 km.
- Jeux olympiques d'hiver de 1968 à Grenoble 
  -  Médaille d'argent en relais 3 × 5 km.

## Championnats du monde
- Championnats du monde de ski nordique 1962 à Zakopane 
  -  Médaille d'argent en relais 3 × 5 km.
- Championnats du monde de ski nordique 1966 à Oslo 
  -  Médaille de bronze en relais 3 × 5 km.